# Summer’s End
Summer’s End – drugi studyjny album holenderskiego zespołu Autumn.

## Lista utworów
1. „The Coven” - 3:47
2. „Gospels In Dusk” - 4:34
3. „Gallery Of Reality” - 6:06
4. „Silent Madness” - 5:20
5. „Vision Red” - 5:54
6. „Lifeline” - 5:54
7. „This Night” - 4:07
8. „The Green Angel” - 5:51
9. „Whispering Secrets” - 4:27
10. „Summer’s End” - 4:56
11. „Solar Wake” - 5:27